# Aérodrome des Sables-d'Olonne-Talmont
L’aérodrome des Sables-d’Olonne-Talmont (code IATA : LSO • code OACI : LFOO) est un aérodrome civil, ouvert à la circulation aérienne publique (CAP), situé à 5 km au sud-est des Sables d’Olonne, en Vendée (région Pays de la Loire, France).
Il est utilisé pour la pratique d’activités de loisirs et de tourisme (aviation légère et parachutisme).

## Histoire
L’aérodrome de la Lande, (Notre Dame de la Lande), de son vrai nom, créé en 1924, et connu comme étant le plus ancien aérodrome de Vendée. Il est situé dans le quartier du Château d'Olonne, aux Sables d'Olonne.
Vu l'engouement pour les manifestations aériennes, la municipalité sablaise a acquis dès 1913 la métairie (petite ferme) de "La Lande" qui a été transformée en un hippodrome non seulement dédié aux courses de chevaux mais également à l'organisation de meetings aériens. 
L’aéroclub a été fondé le 27 décembre 1923 mais l’annonce parait au Journal Officiel du 6 janvier 1924. Son siège social était établi au Café de la Plage des Sables-d’Olonne. 
Les premiers touristes arrivent de Paris dès 1929. Les avions atterrissent au milieu du terrain, autour, il y a la piste pour les courses de chevaux. 
Avec l'essor de l'aviation, de nombreuses stations balnéaires comme Biarritz, La Baule ou Deauville se dotent peu à peu d'aérodromes. La municipalité sablaise, consciente de l'atout touristique que représente une telle infrastructure, rachète le bail signé avec l'hippodrome et en fait un aérodrome. 
Il sera inauguré en 1934, le premier aérodrome civil créé en Vendée.
En mai 1936, les sardines sablaises partent pour Paris par avion soit 22 000 en moyenne à l'instar des sardines volantes de La Turballe et du Croisic partant de l'aérodrome de La Baule avec la Compagnie nantaise de navigation aérienne.
En 1946, l'hippodrome voit le jour à Saint-Jean d'Orbestier (face à l'abbaye) laissant l'aérodrome aux avions.
Il est ouvert à la circulation aérienne le 6 février 1947.
En 1952, une tempête détruit le hangar et les avions. Pierre Mauger, maire des Sables-d'Olonne à l'époque, trouvera les financements pour tout reconstruire.
L'aérodrome était auparavant sous la tutelle de la Ville des Sables d’Olonne mais depuis la loi NOTRe de 2006, c’est l’Agglomération qui en a la compétence depuis 2017.
Du temps de la Communauté de communes des Olonnes (CCO)  figurait le transfert de l’aérodrome dans la zone du Vendéopôle afin de pouvoir envisager un allongement de la piste et moins de nuisances ou sur le site du Caudriou. Ces deux sites n’ont pas été retenus notamment du fait du prix et de leurs incidences environnementales ne voulant pas revivre un épisode "Aéroport de Notre Dame des Landes".
C’est sur cet aérodrome que Jean-Paul Dubreuil, patron du groupe Dubreuil (propriétaire d'Air Caraïbes et French Bee) a passé son brevet de pilote dans les années 50.
En 1973, la compagnie aérienne Air Paris assurait la ligne Paris-Orly/Les Sables-d'Olonne en Twin Otter les week-ends uniquement. En 1974, l’avion d’Air Paris ne s’y pose plus non pas pour une question de longueur de piste, mais à cause de l'impact du bruit sur le voisinage des zones d’habitations » de La Pironnière ayant obtenu une interdiction de survol.
En 2017, la compagnie Air-Ouest assurait à la demande des vols vers La Roche-sur-Yon ou l'Ile d'Yeu.
L’aérodrome des Sables d'Olonne participe à l’économie touristique en proposant des activités de loisirs en particulier en période estivale. 
L’aérodrome est aussi un équipement support lors du départ et des arrivées du Vendée Globe, du GGR (Golden Globe Race) et de l’Ironman dont les retombées économiques sont non négligeables pour l'agglomération sablaise.

## Installations
L’aérodrome dispose de deux pistes orientées est-ouest (06/24) :
- une piste bitumée longue de 700 mètres et large de 20 ;
- une piste en herbe longue de 790 mètres et large de 60.

L’aérodrome n’est pas contrôlé. Les communications s’effectuent en auto-information sur la fréquence de 123,350 MHz.
S’y ajoutent :
- une aire de stationnement ;
- des hangars ;
- une station d’avitaillement en carburant (100LL)[12].

## Activités
- Aéroclub de la Vendée

## Vues aériennes

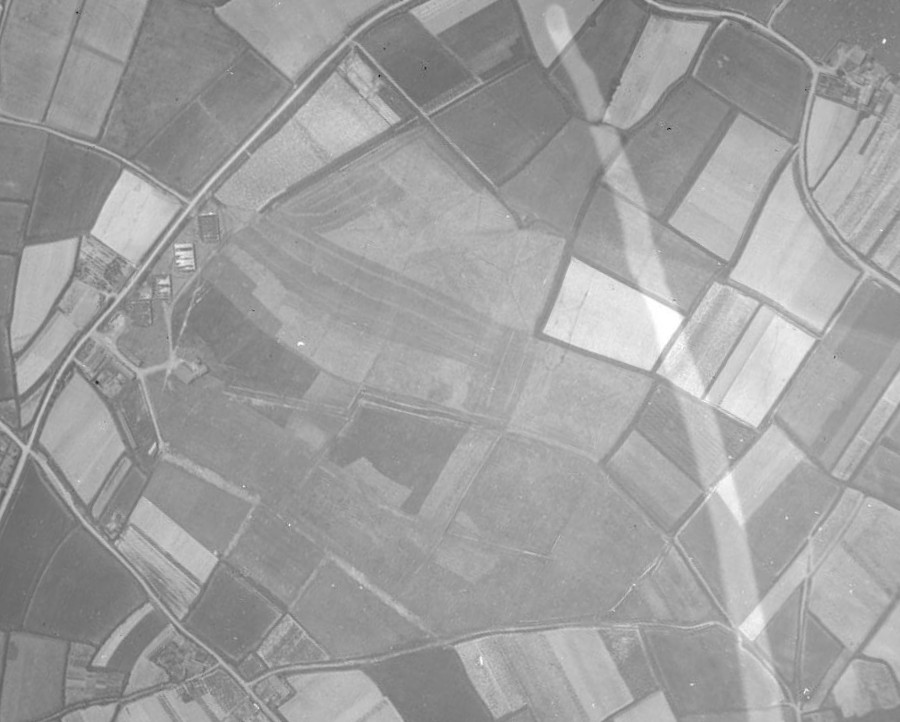
Aérodrome des Sables d'Olonne en 1920
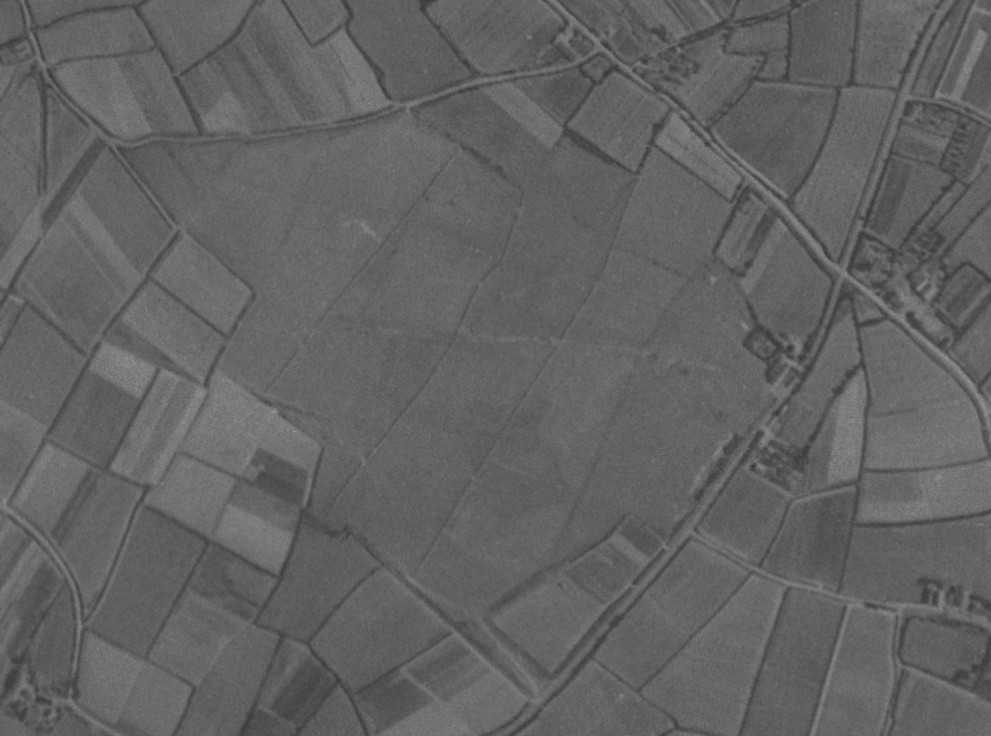
Aérodrome des Sables d'Olonne le 13 juillet 1945
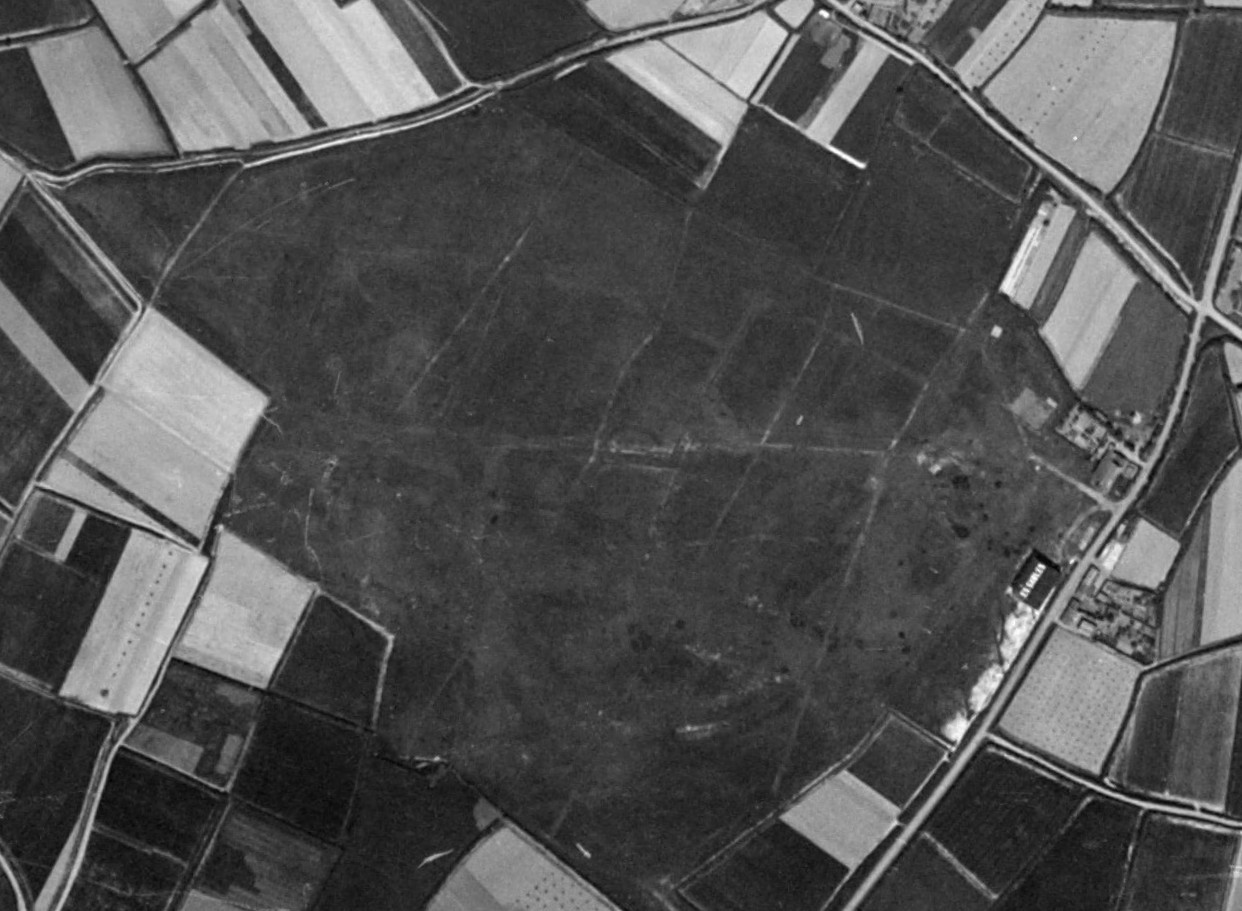
Aérodrome des Sables d'Olonne le 12 mai 1950
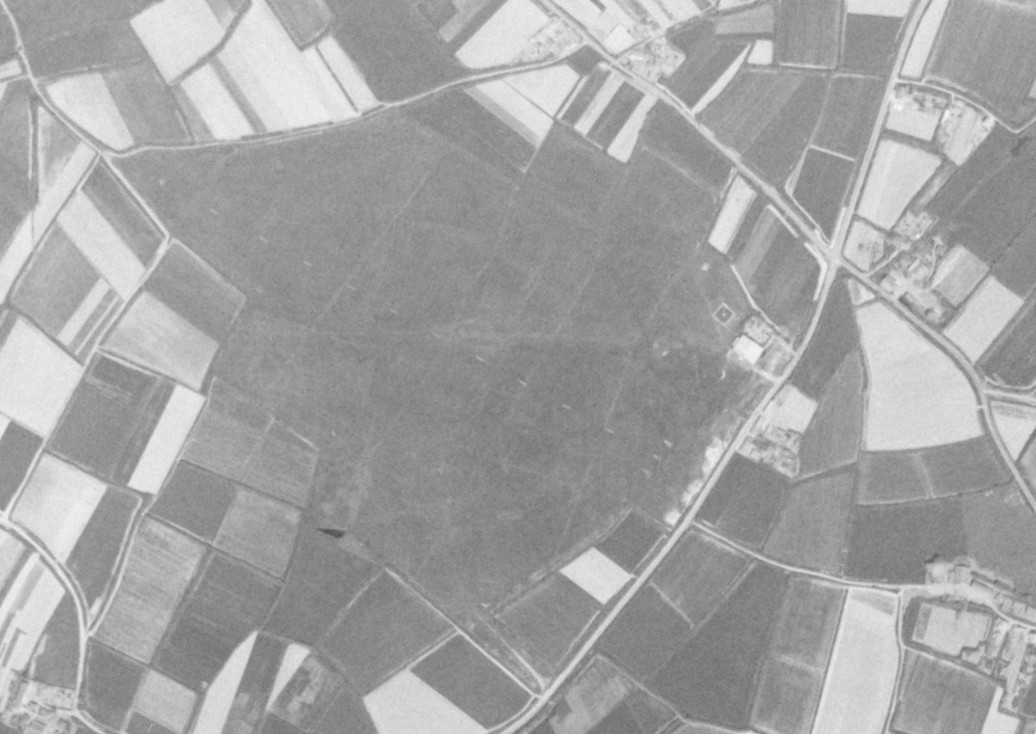
Aérodrome des Sables d'Olonne le 04 mai 1958
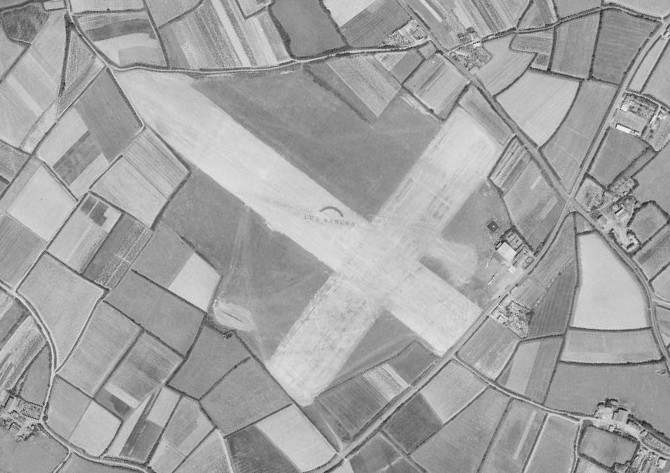
Aérodrome des Sables d'Olonne le 27 août 1961avec deux pistes en herbe avec inscription "LES SABLES"
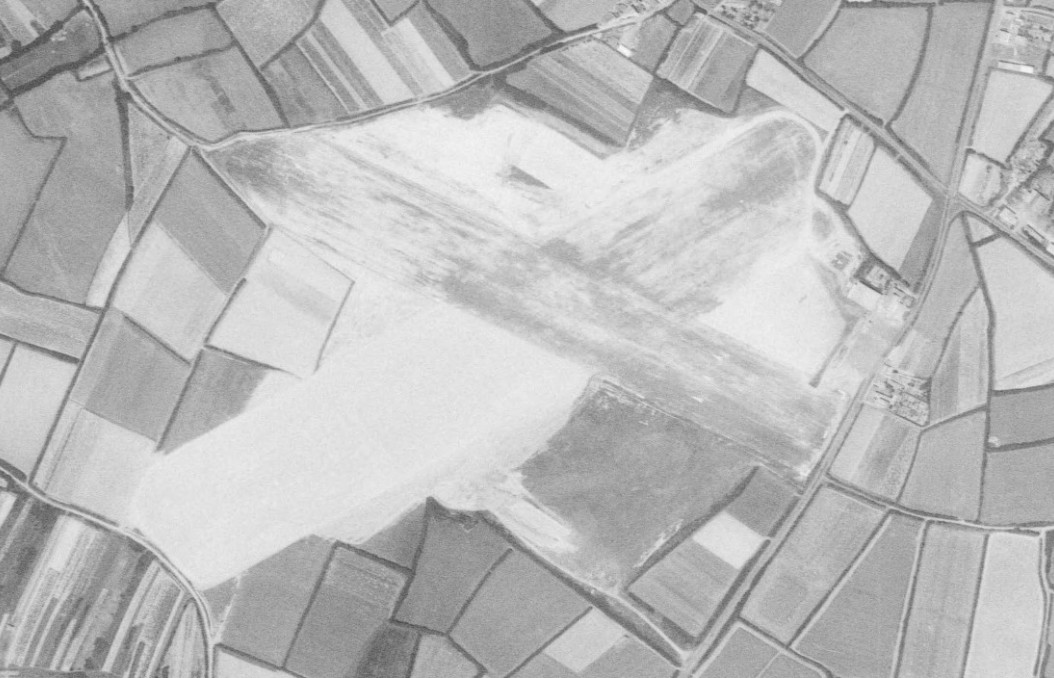
Aérodrome des Sables d'Olonne le 26 juillet 1967 avec une piste en herbe balisée
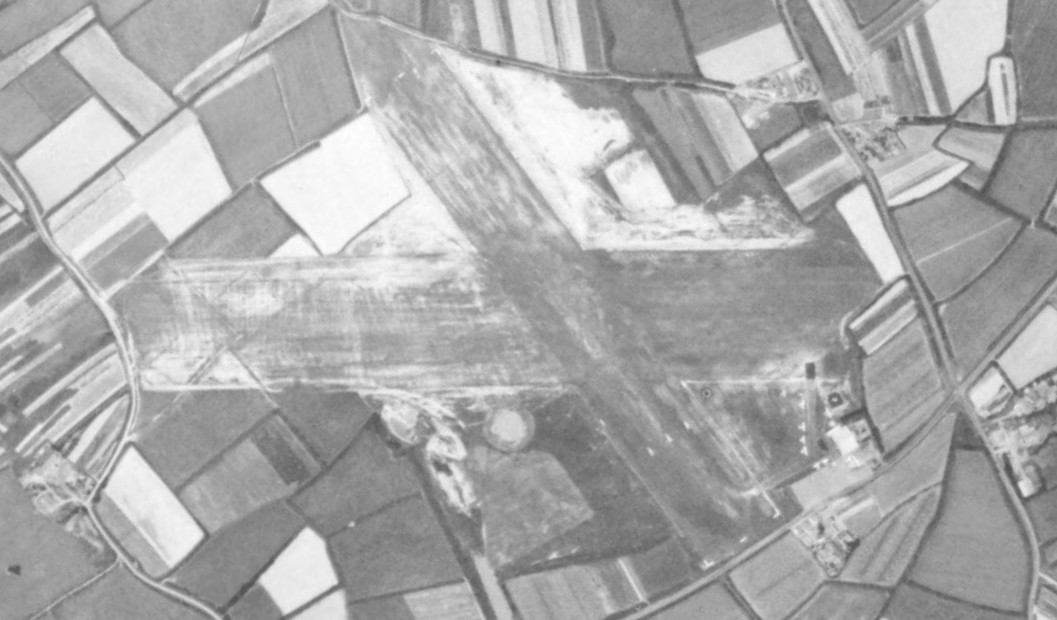
Aérodrome des Sables d'Olonne le 22 juillet 1968
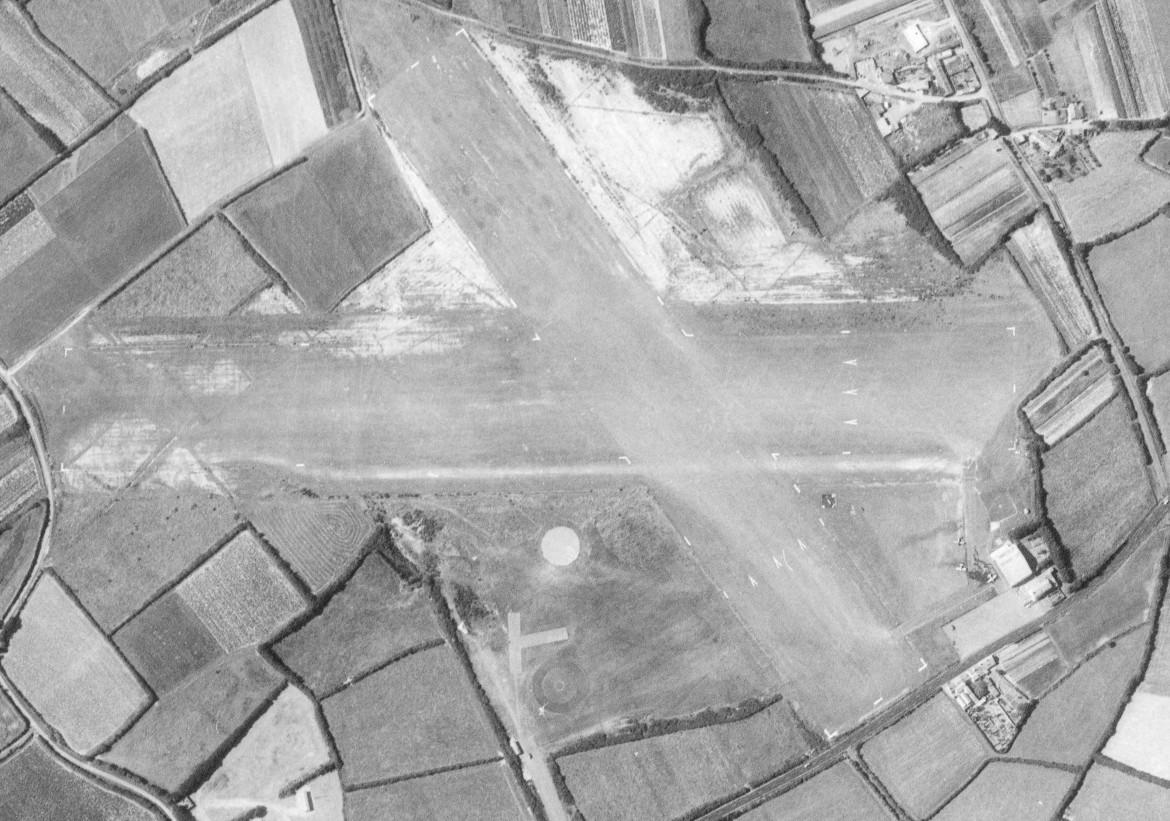
Aérodrome des Sables d'Olonne le 03 septembre 1971 avec deux pistes en herbe balisées
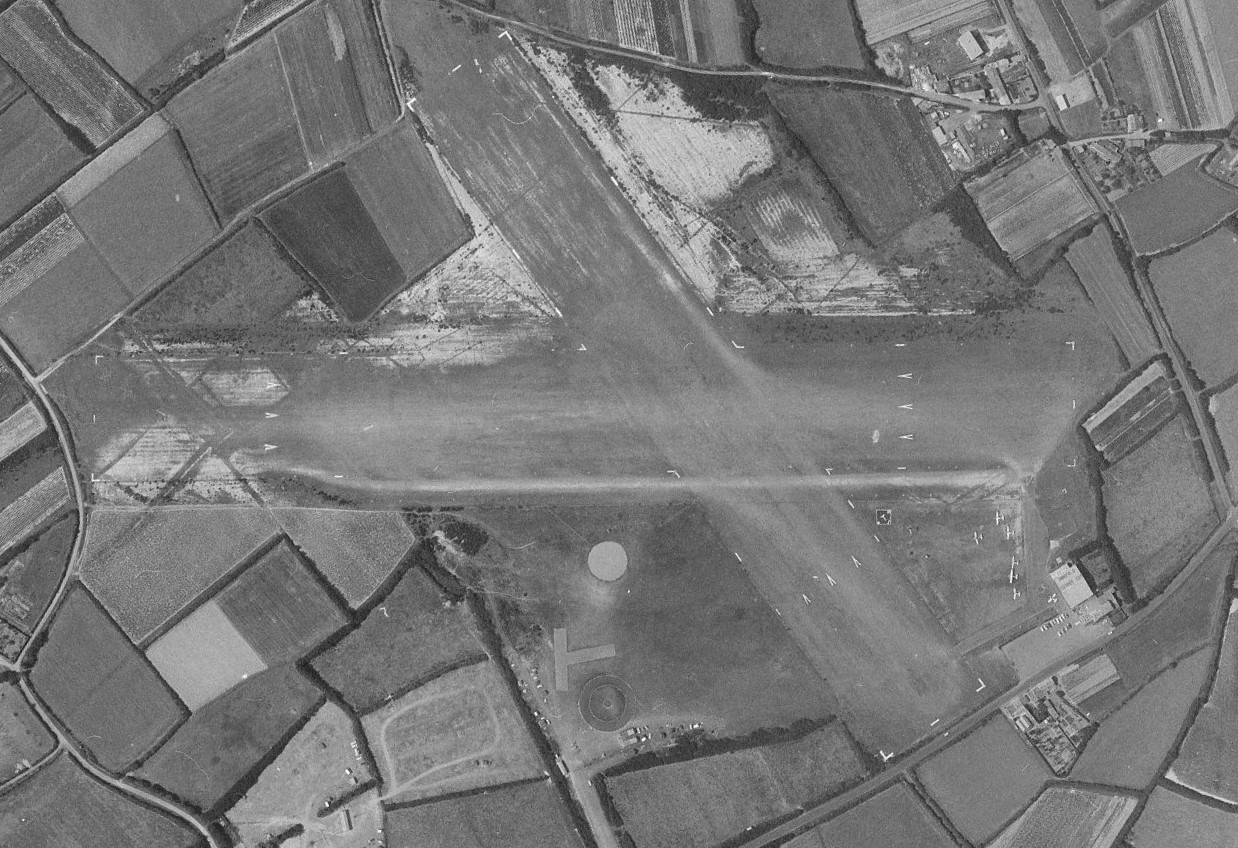
Aérodrome des Sables d'Olonne en 1973
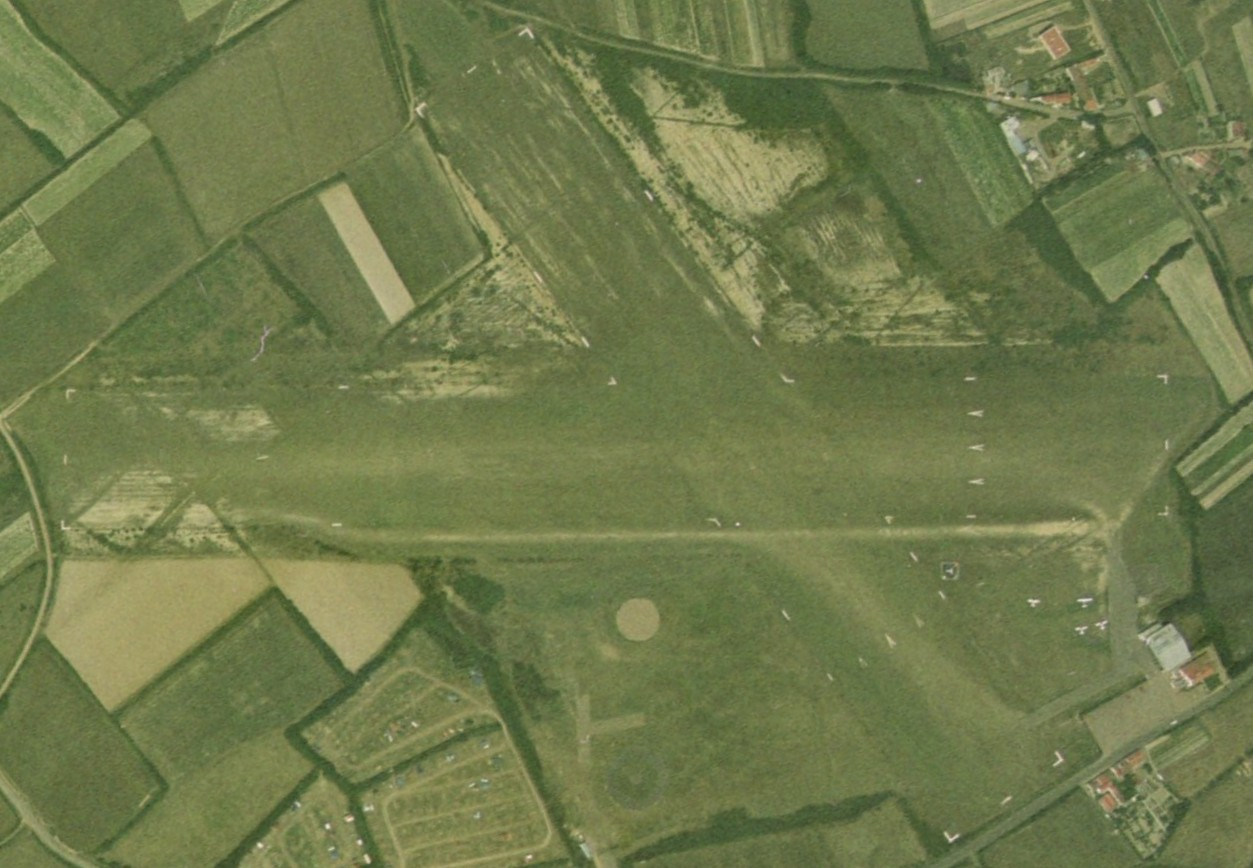
Aérodrome des Sables d'Olonne le 27 août 1975
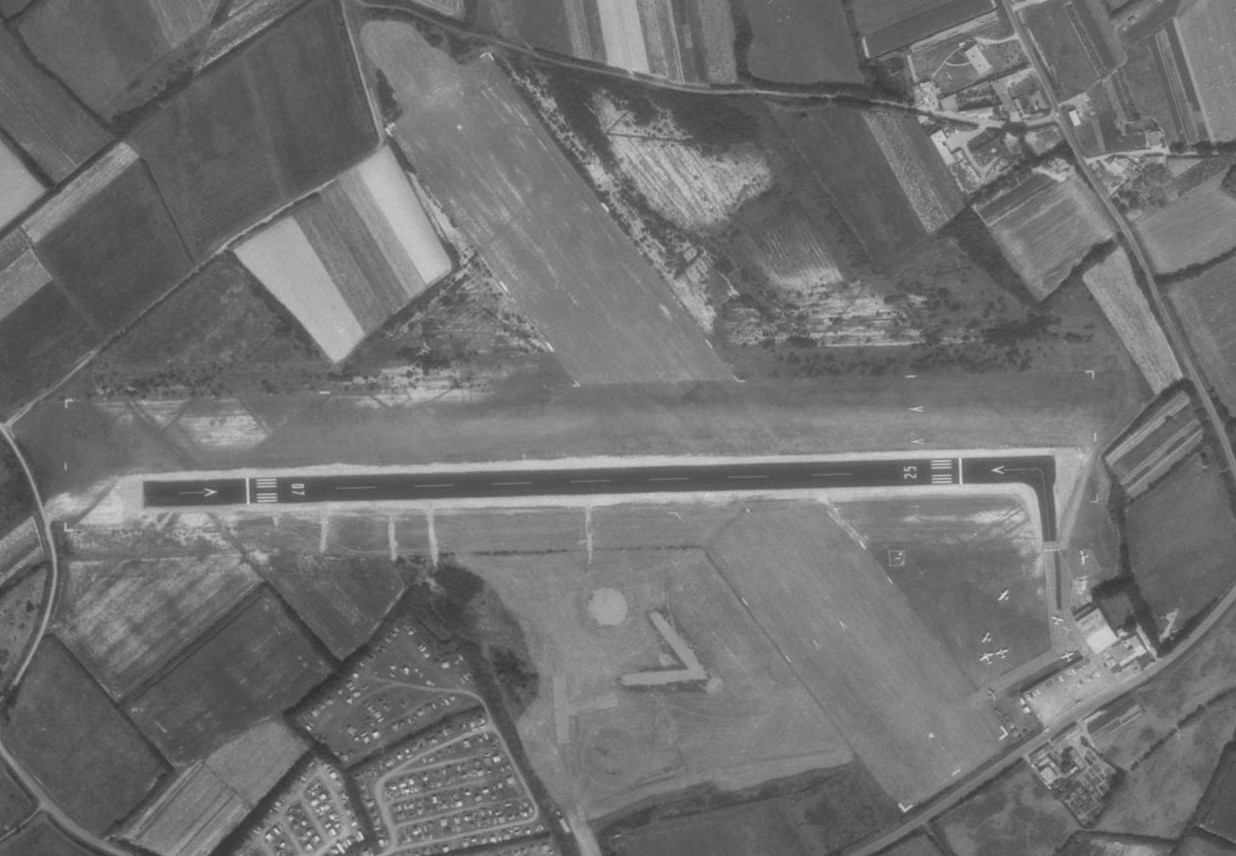
Aérodrome des Sables d'Olonne le 10 août 1977 avec une piste enrobée 07/25 et une piste en herbe parallèle
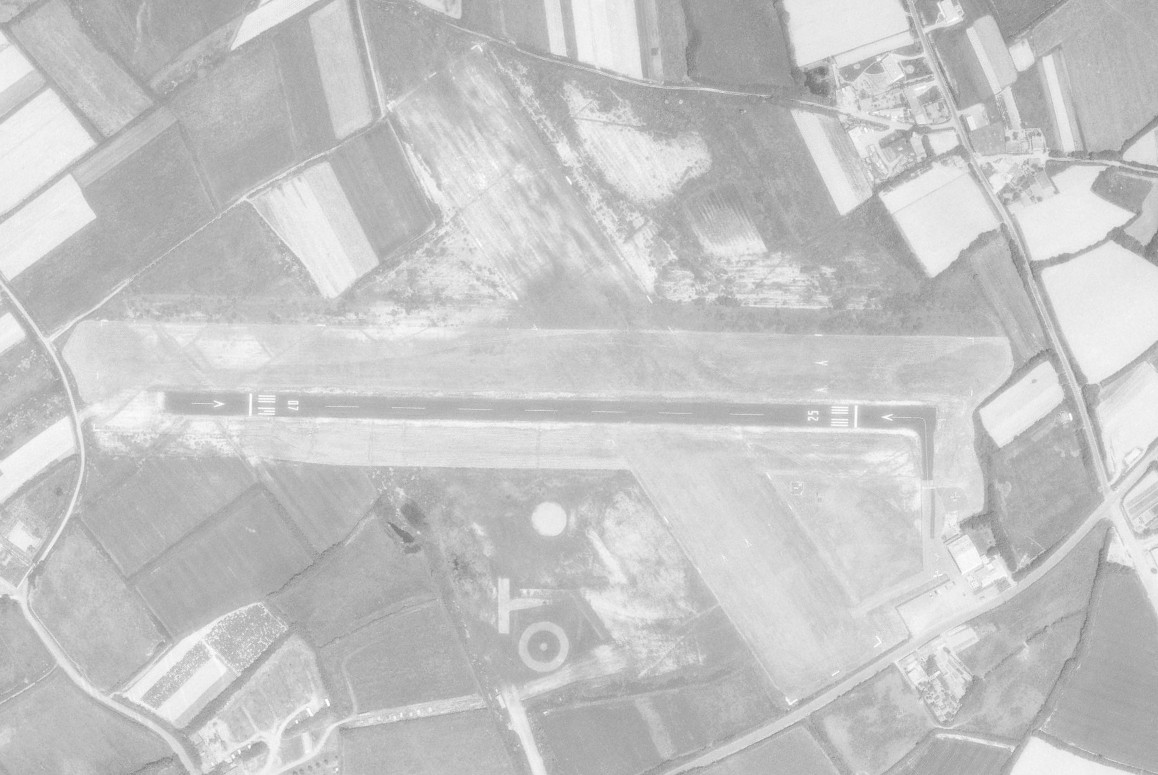
Aérodrome des Sables d'Olonne le 01 juin 1978
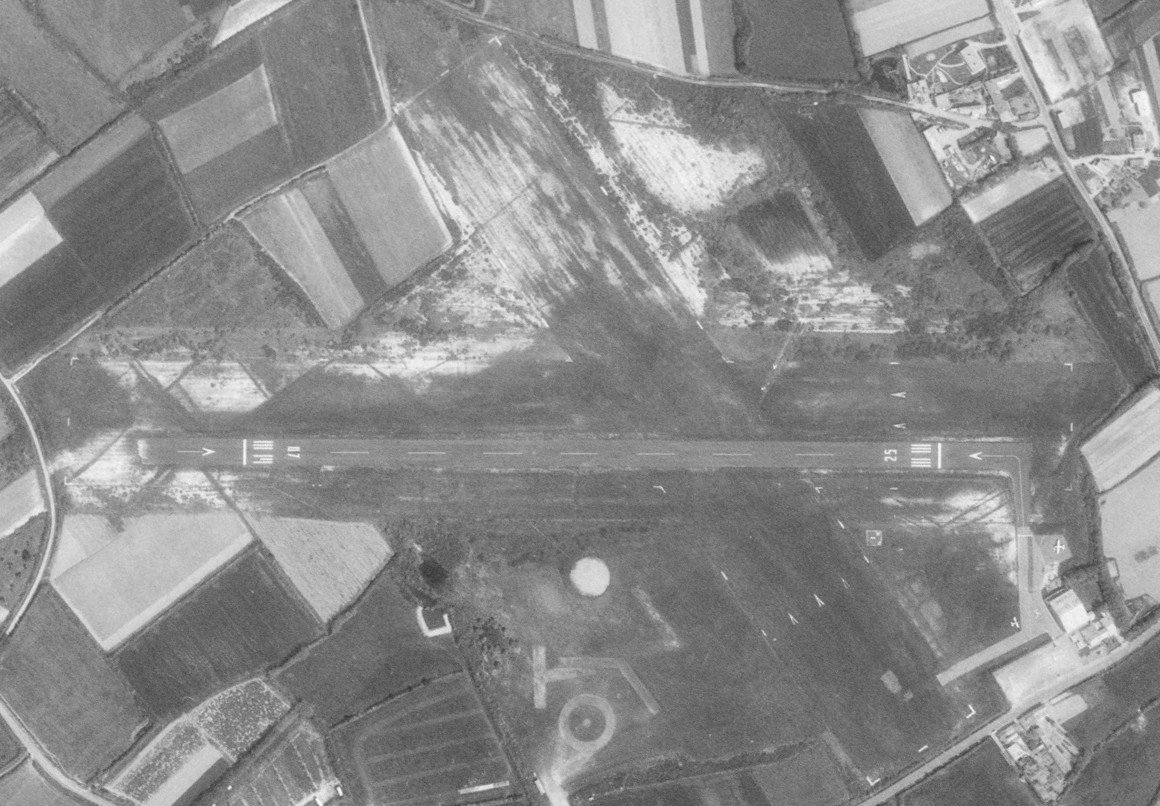
Aérodrome des Sables d'Olonne le 14 mai 1979
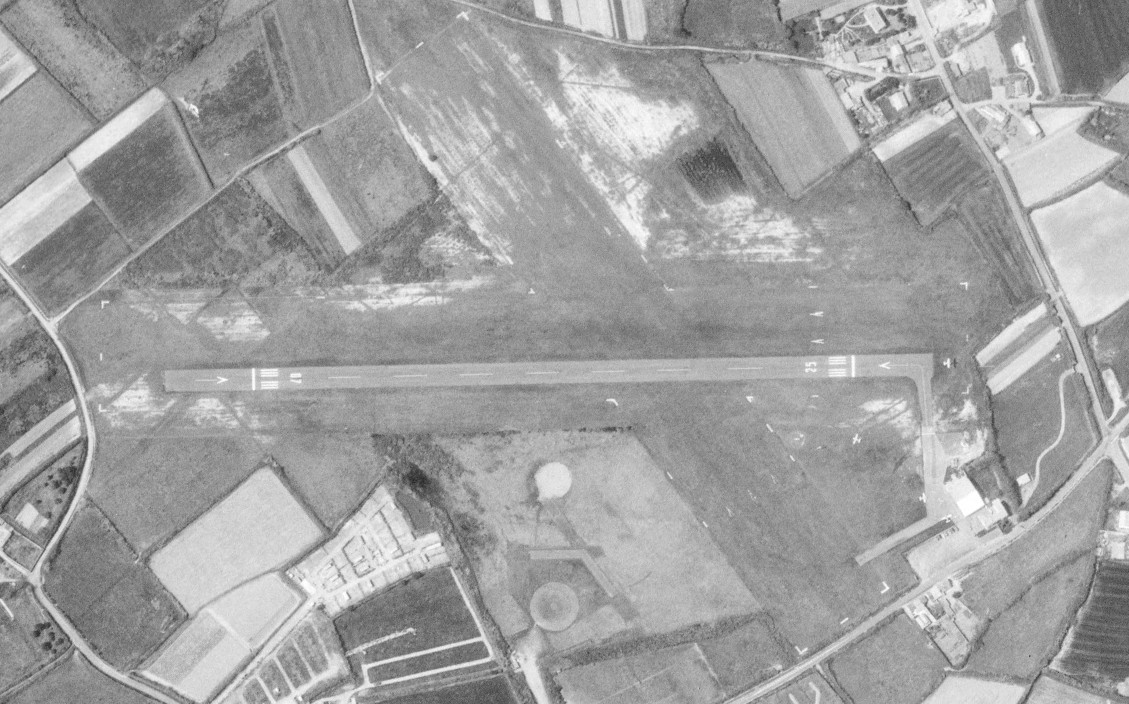
Aérodrome des Sables d'Olonne le 18 avril 1984
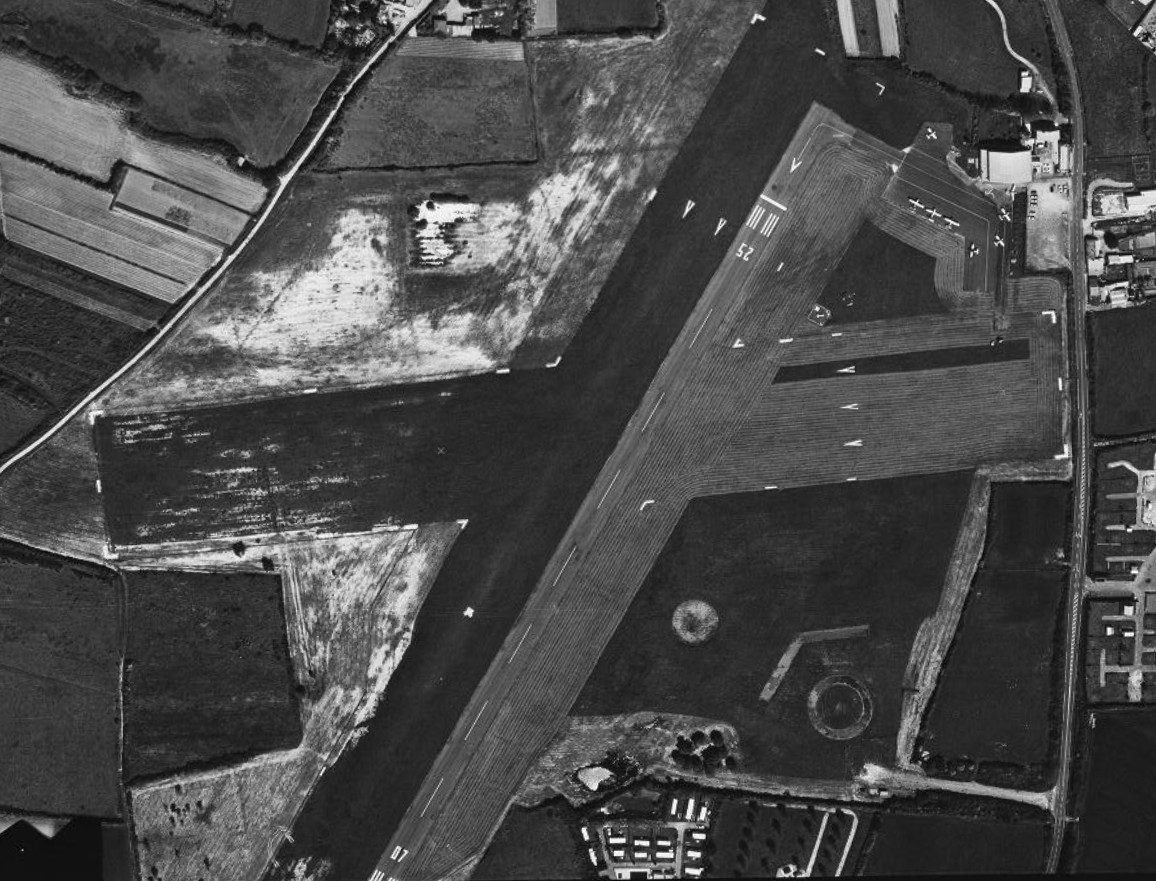
Aérodrome des Sables d'Olonne le 04 mai 1989
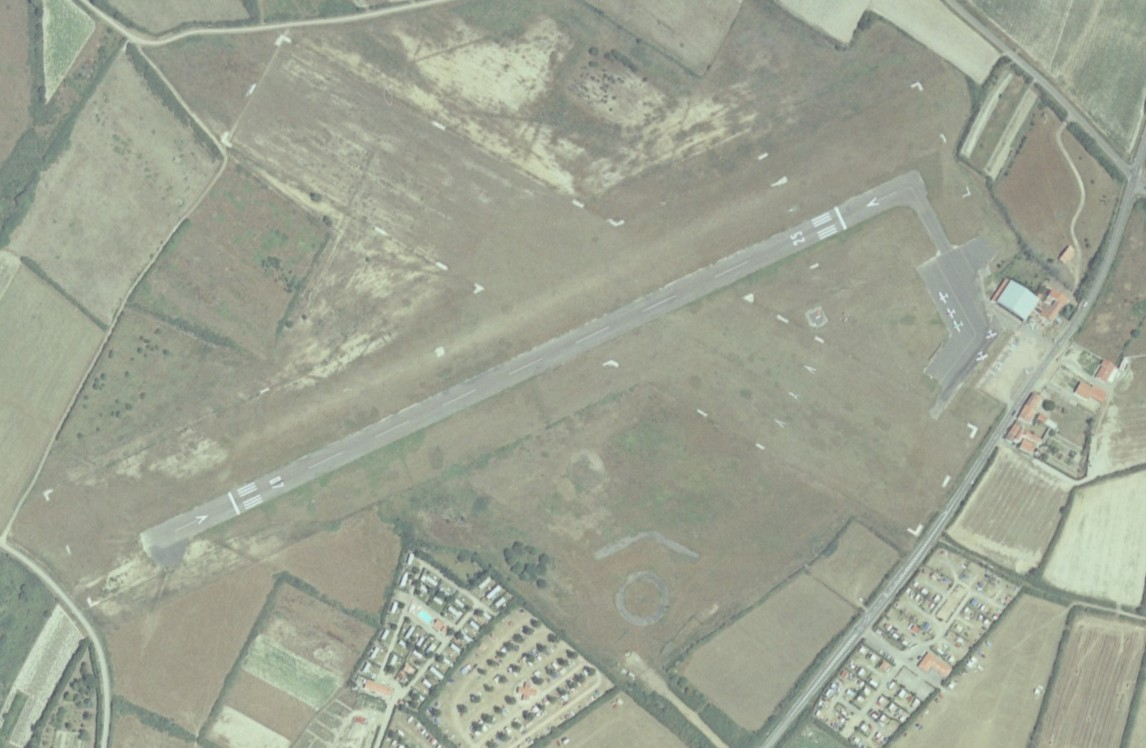
Aérodrome des Sables d'Olonne le 21 juillet 1990
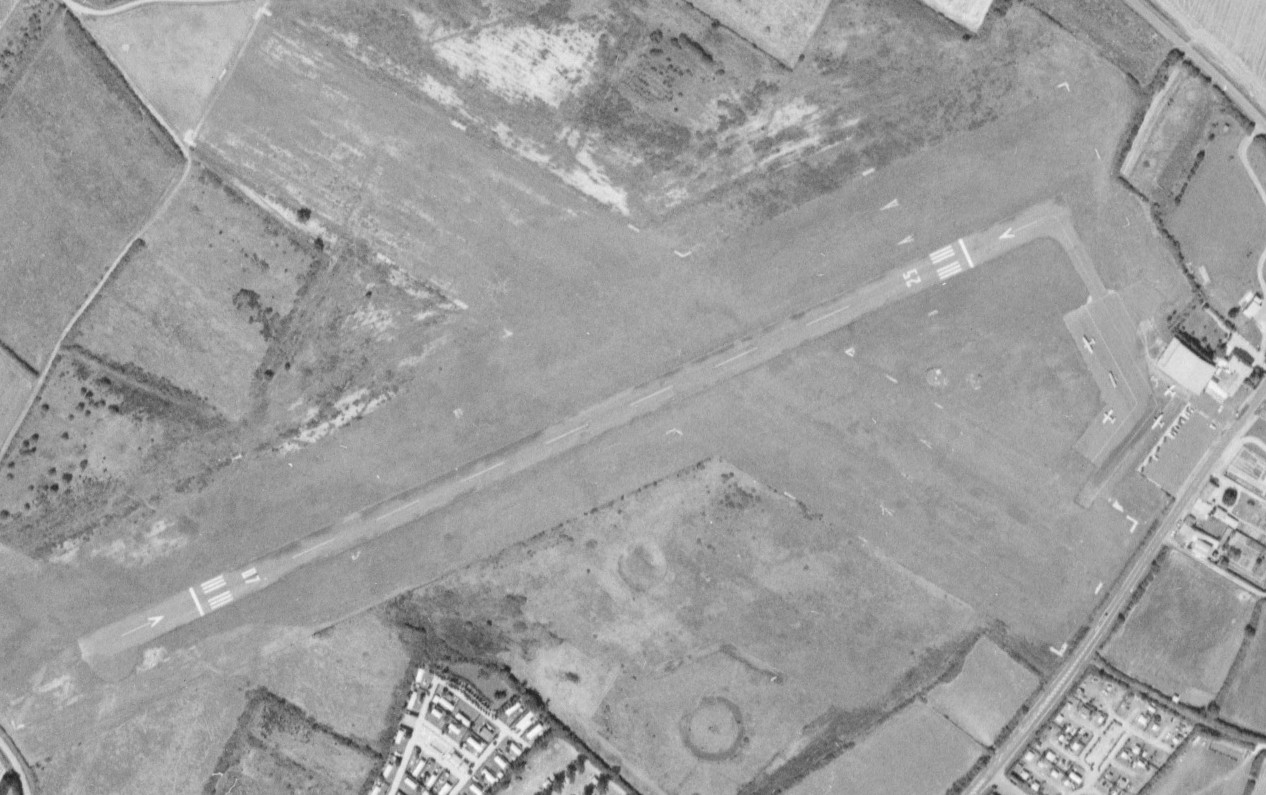
Aérodrome des Sables d'Olonne le 23 juillet 1992
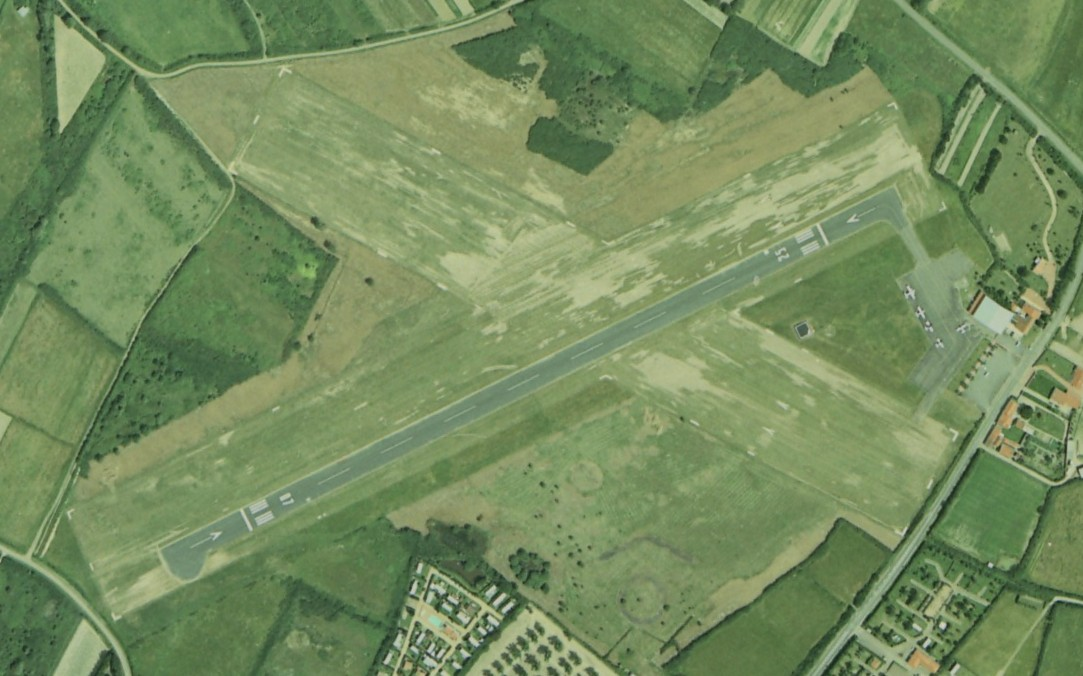
Aérodrome des Sables d'Olonne le 31 mai 1997
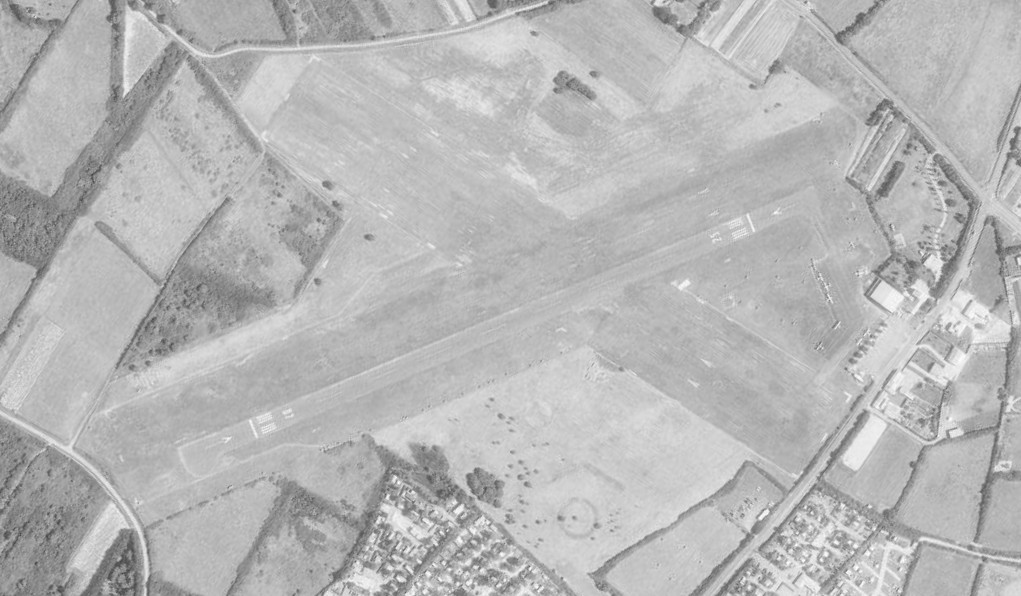
Aérodrome des Sables d'Olonne le 27 juillet 1999
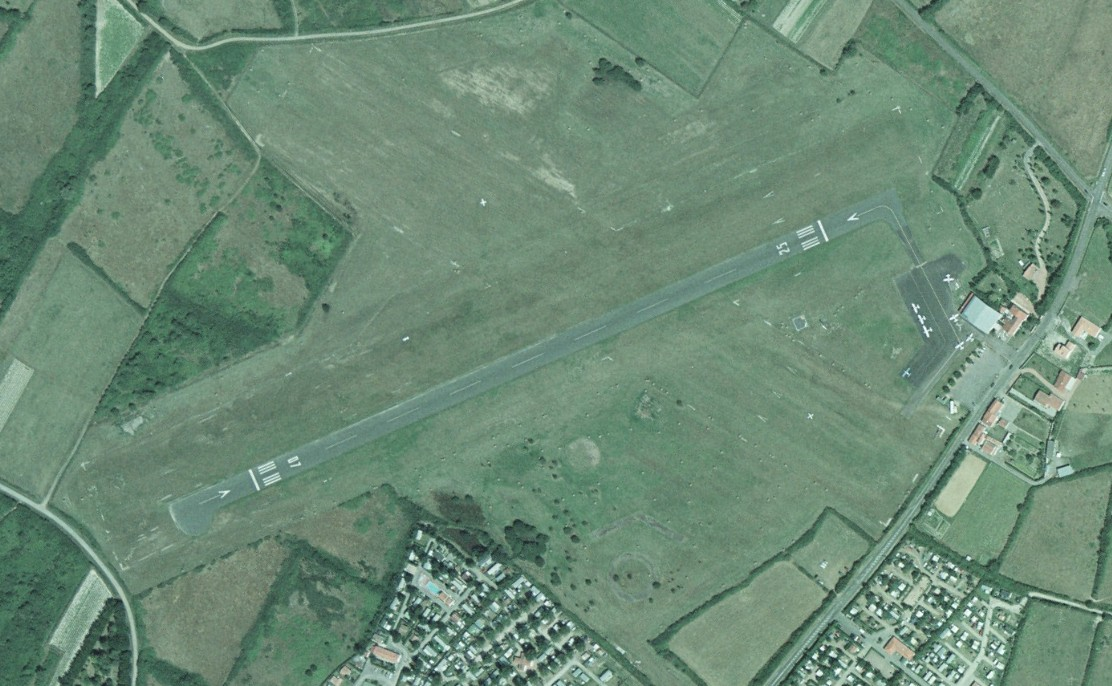
Aérodrome des Sables d'Olonne le 01 août 2000
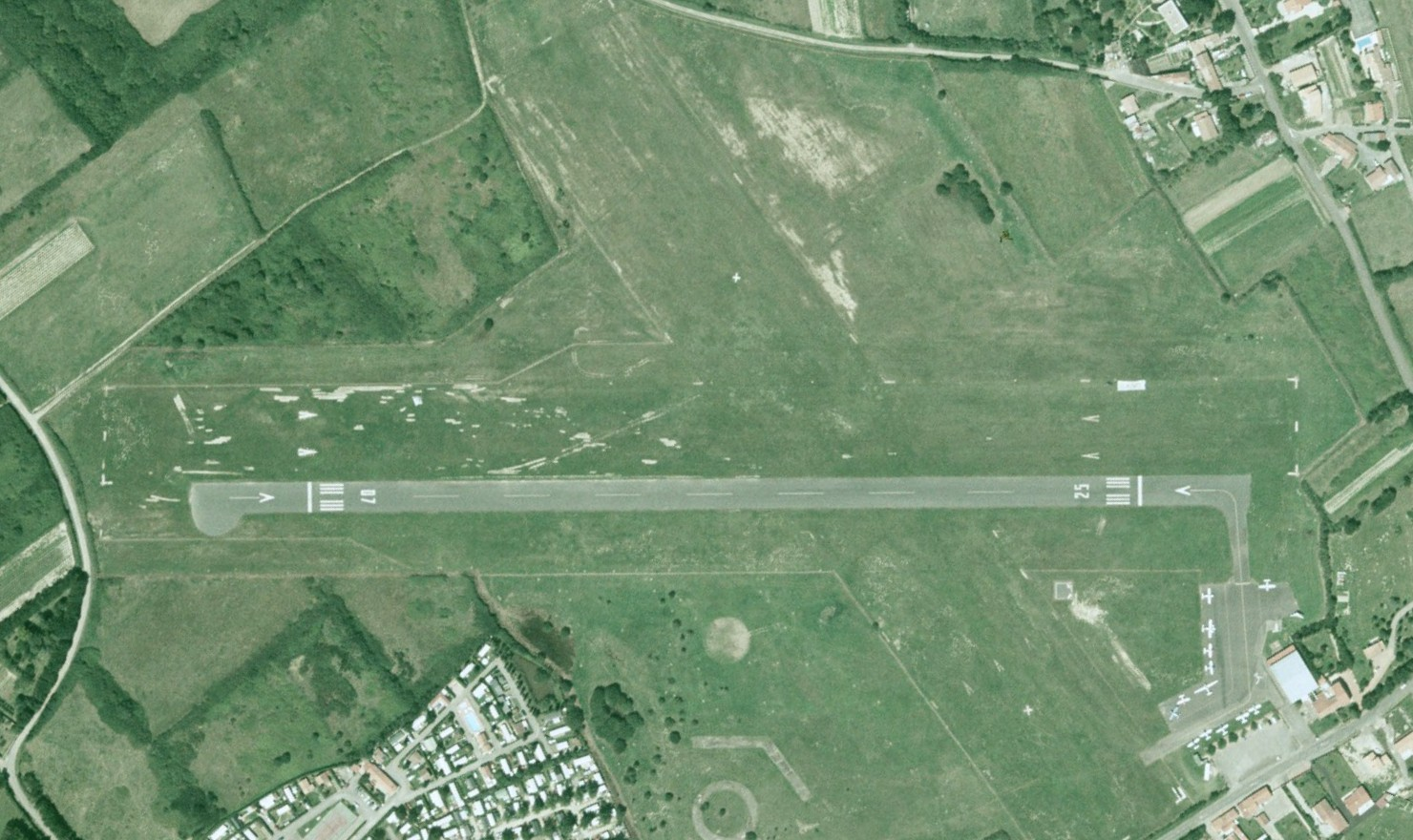
Aérodrome des Sables d'Olonne le 12 août 2001
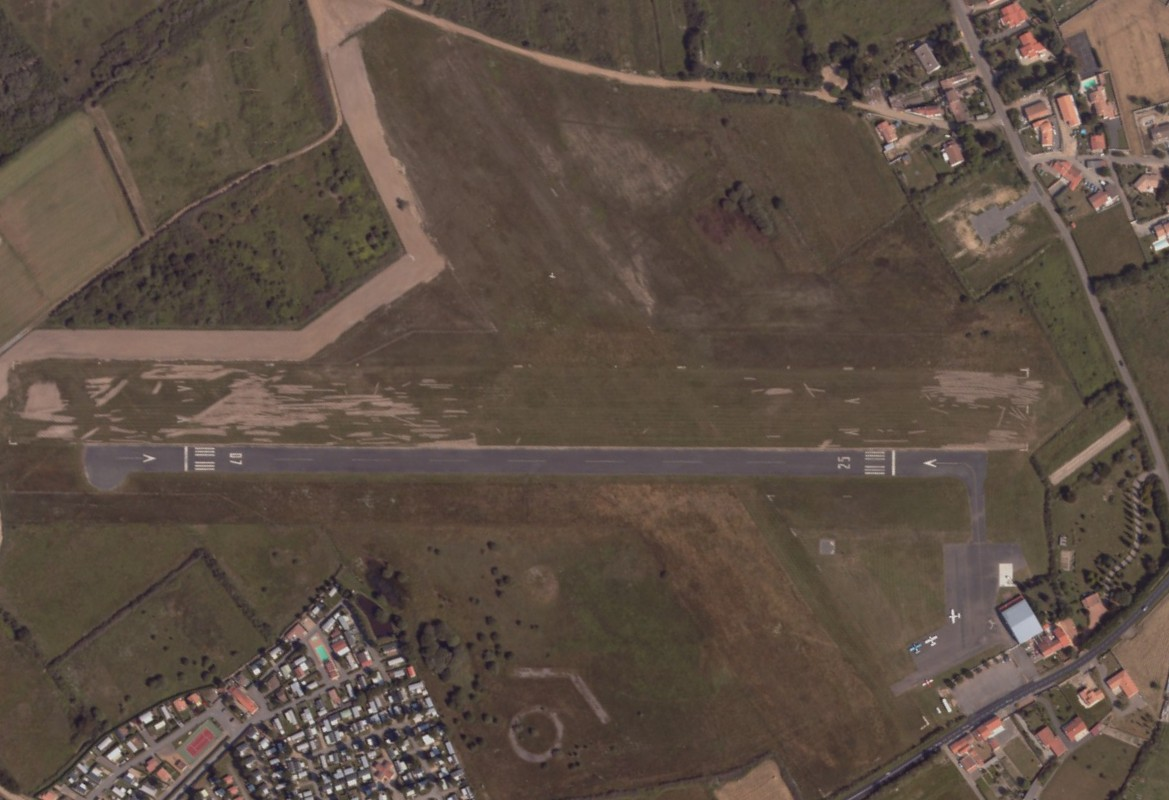
Aérodrome des Sables d'Olonne le 06 juin 2006
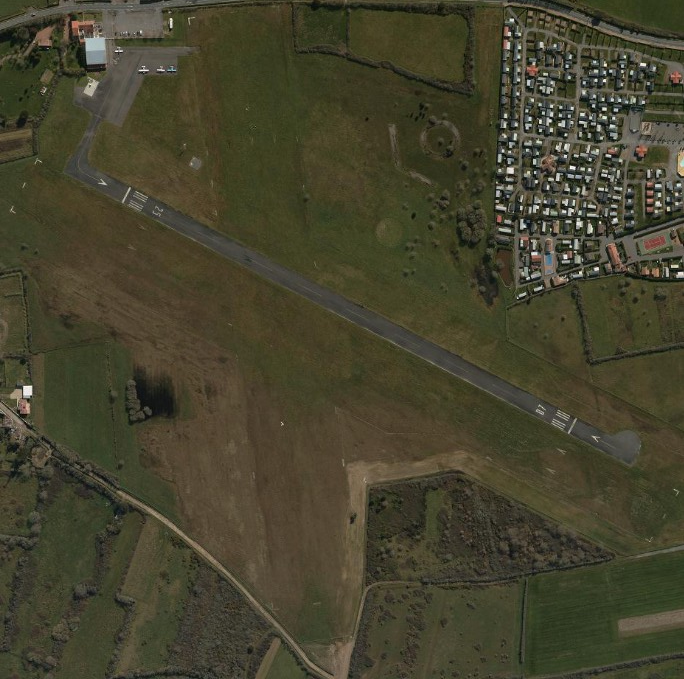
Aérodrome des Sables d'Olonne le 10 mars 2007
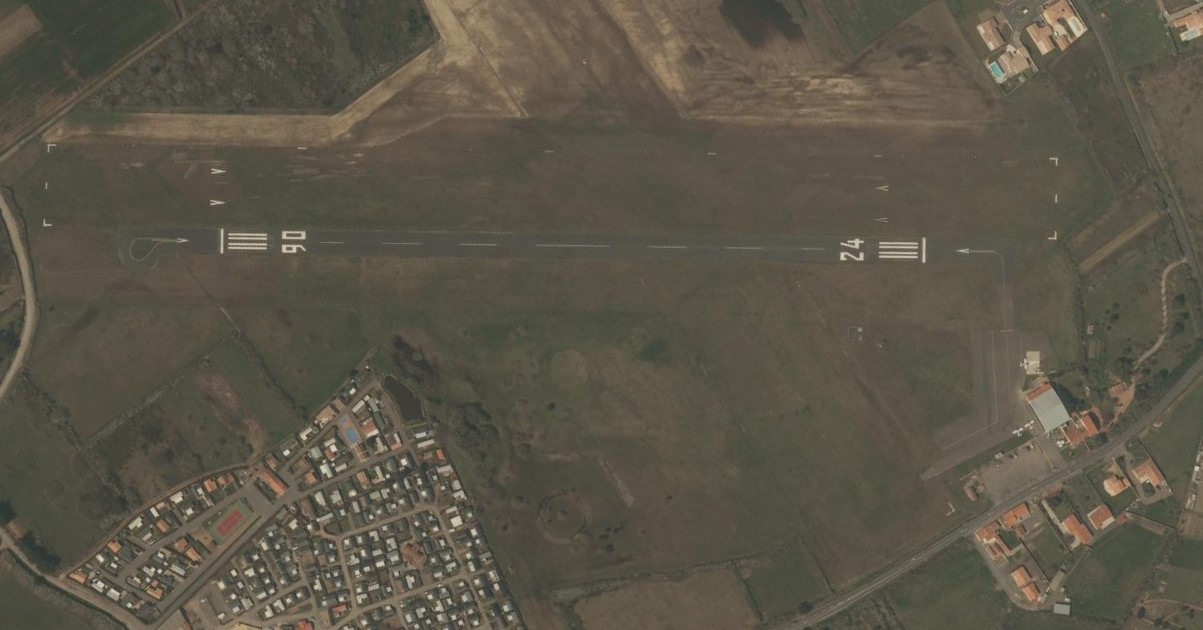
Aérodrome des Sables d'Olonne le 09 avril 2010 avec une piste enrobée 06/24 et une piste en herbe parallèle
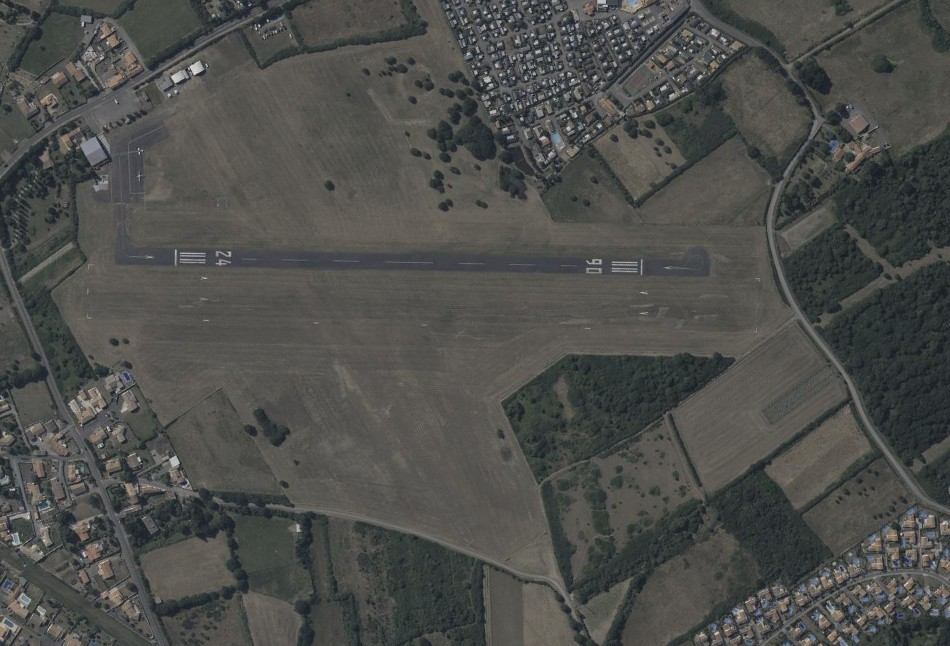
Aérodrome des Sables d'Olonne le 15 juillet 2013